# Gen V
Gen V (även benämnd The Boys: Gen V) är en amerikansk superhjälteserie skapad av Craig Rosenberg, Evan Goldberg och Eric Kripke. Det är en spinoff till serien The Boys och baserad på boken We Gotta Go Now av Garth Ennis och Darick Robertson. Serien hade premiär på Amazon Prime Video 29 september 2023.
Serien har blivit förnyad med en andra säsong.

## Handling
Serien utspelar sig vid Godolkin University School of Crimefighting, USA:s enda universitet uteslutande för unga vuxna superhjältar som drivs av Vought International. Där tränas superhjältarna, eller supes som de kallas, för strid.

## Rollista i urval
- Jaz Sinclair - Marie Moreau
- Chance Perdomo - Andre Anderson (säsong 1)
- Lizze Broadway - Emma Shaw
- Maddie Phillips - Cate Dunlap, a mind empath.
- Derek Luh - Jordan
- Asa Germann
- Shelley Conn

- Patrick Schwarzenegger - Jason/Golden Boy
- Sean Patrick Thomas - Polarity
- Marco Pigossi - Dr. Edison Cardosa
- Jason Ritter
- Alexander Calvert
- Clancy Brown - Richard "Rich Brink" Brinkerhoff
- Jensen Ackles - Ben